# Liste de personnalités liées à Levallois-Perret
Liste de personnalités étant nées ou ayant vécu à Levallois-Perret (Hauts-de-Seine).

## Souverains et personnalités politiques
- Patrick Balkany, maire de la commune de 1983 à 1995 et de 2001 à 2020.
- Jean Bérenger (1767-1850) , propriétaire de la Planchette, comte d'Empire, l'un des principaux acteurs du coup d'État du 18 Brumaire mais aussi l'un des fondateurs du Conseil d'État et de la Cour des comptes sous Napoléon Ier.
- Olivier Besancenot, homme politique, porte-parole de la Ligue communiste révolutionnaire (LCR).
- Malek Boutih, socialiste, ancien président de SOS Racisme.
- Dagobert Ier, roi des Francs (629-639).
- Bernard Deschamps, homme politique, ancien député du Gard.
- Jean Dubois, membre de la bande à Bonnot, a été employé à l'usine Clément au 35, rue Michelet.
- Louise Michel, révolutionnaire et féministe (une rue et une station de métro de Levallois portent son nom).
- Henri d'Orléans, comte de Paris et ancien prétendant au trône de France.
- Charles Pasqua, homme politique, ancien député de Clichy-Levallois, ancien ministre de l'Intérieur et ancien président du conseil général des Hauts-de-Seine.
- Pal Sarkozy, père du président de la République Nicolas Sarkozy
- Saint Sigisbert (Sigebert III), roi d'Austrasie (France orientale et Allemagne rhénane), d'Aquitaine et de Provence (630-656).

## Saints et personnalités religieuses

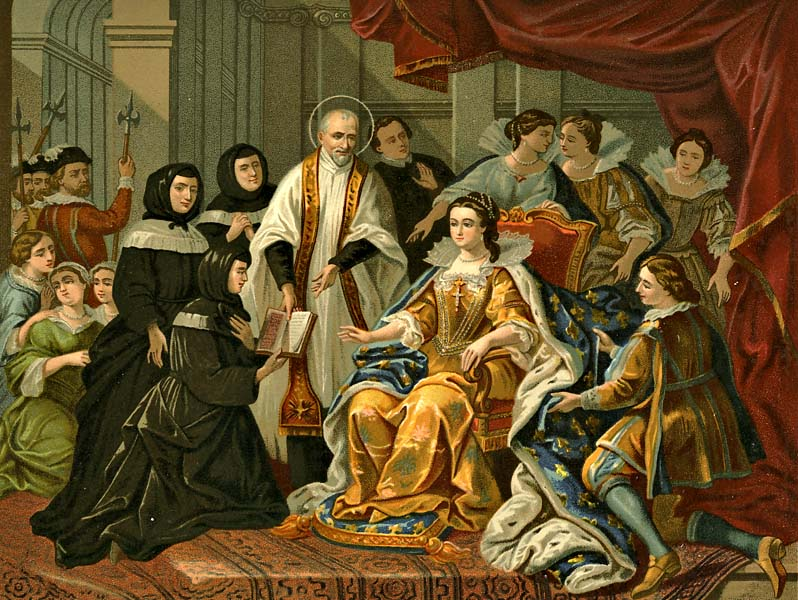
Vincent de Paul, curé de Clichy-Levallois entre 1612 et 1625.

- Saint Amand de Maastricht, évêque d'Utrecht et de Malmedy (Belgique), la ville de Saint-Amand-les-Eaux porte son nom.
- Bernard Clément, pasteur évangélique pentecôtiste. Fondateur de nombreuses missions et églises évangéliques (Orléans, Aurillac, Versailles, Courbevoie…) et de la Mission chrétienne évangélique de Levallois.
- Saint Didier, chancelier du roi Dagobert Ier, évêque de Cahors.
- Saint Éloi, ministre des finances du roi Dagobert Ier, évêque de Noyon, orfèvre réputé, saint patron des travailleurs sur métaux.
- frère Antonin Jaussen, missionnaire dominicain, ancien professeur de l’École biblique de Jérusalem, photographe, ethnologue, géographe, explorateur. Il est le premier européen à avoir découvert la cité nabatéenne d'Hégra (Arabie saoudite). Il est par ailleurs le fondateur du couvent dominicain du Caire.
- Sainte Louise de Marillac, religieuse française, cofondatrice de la confrérie des Filles de la Charité avec saint Vincent de Paul qu'elle rencontre au château de l'« oncle Hennequin » à Clichy-Levallois, en 1625.
- frère Yves-Dominique Mesnard, dominicain qui s'est consacré à l’apostolat dans le domaine de la mer, ancien aumônier national de la Jeunesse maritime chrétienne. Il est l'auteur de l’ouvrage Mes racines sont dans la mer.
- Saint Ouen, référendaire du roi Dagobert Ier, évêque de Rouen, auteur d'une biographie sur saint Éloi.
- Saint Vincent de Paul, curé de Clichy-Levallois de 1612 à 1615. Ministre des cultes auprès de la régente Anne d'Autriche, fondateur de la congrégation de la Mission et de la confrérie des Filles de la Charité. Saint patron des œuvres charitables et de Madagascar.
- Saint Philibert, disciple de saint Ouen, fondateur des villes de Saint-Philbert-de-Grand-Lieu et de Noirmoutier.
- René Stourm, curé de Levallois-Perret, aumônier de la Jeunesse ouvrière chrétienne, évêque d'Amiens, rapporteur du concile Vatican II sur les moyens de communication.
- Saint Wandrille, page auprès du roi Dagobert Ier, fondateur de l'abbaye du même nom.

## Personnalités du monde culturel

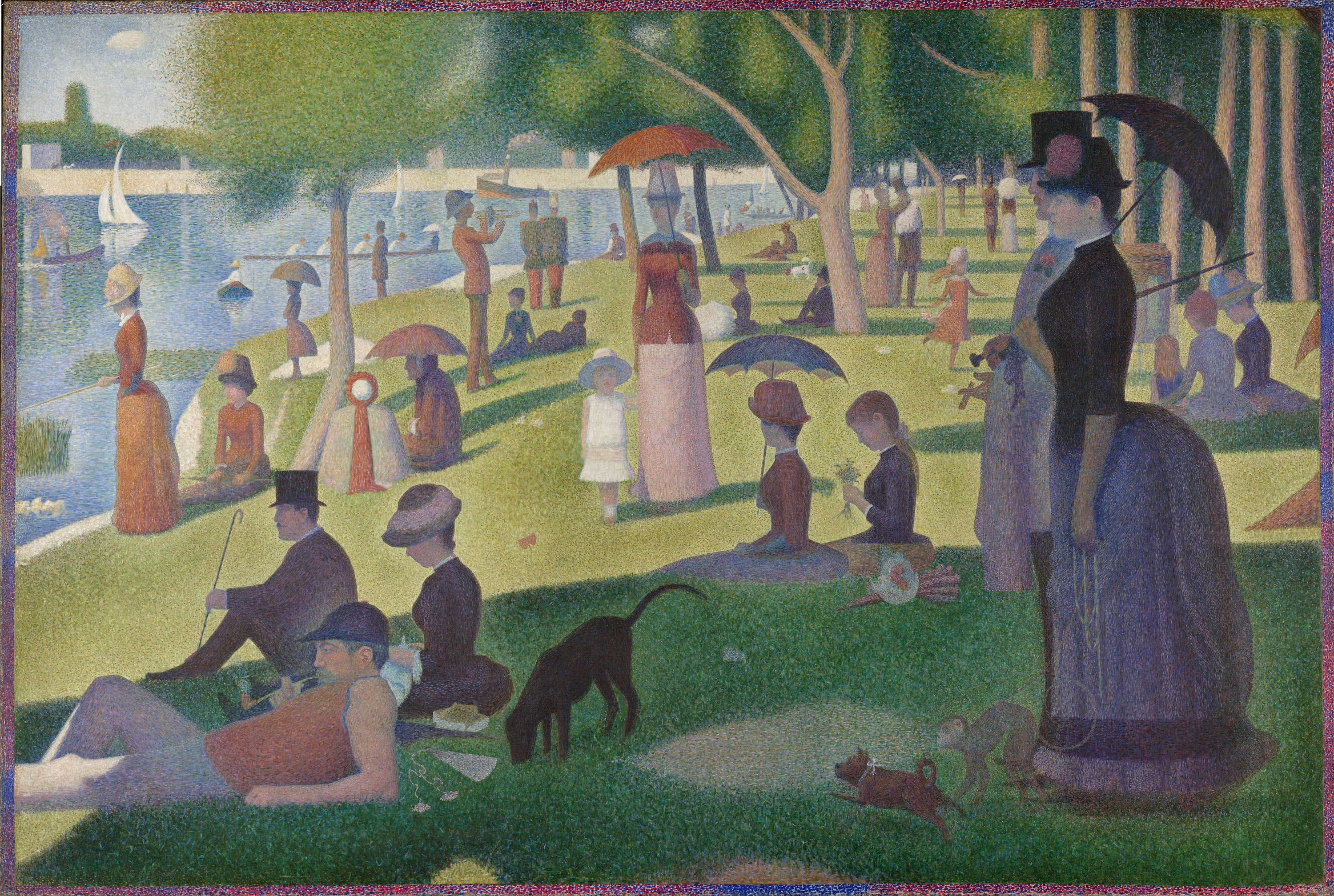
Georges Seurat, Un dimanche après-midi à l'Île de la Grande Jatte (1886), Art Institute of Chicago.

- Jean Ajalbert (1862-1947), écrivain, critique d'art et avocat.
- Simone Barbié (1909-1988), artiste peintre née et morte à Levallois-Perret.
- Francis Bardot, chanteur et chef de chœur.
- Freda Betti, artiste lyrique qui s'est mariée à Levallois-Perret le 29 octobre 1949 et qui habitait au 26, rue Chaptal.
- Henri Betti, compositeur et pianiste qui habitait au 26, rue Chaptal.
- Eugène Bourdeau, bassoniste, organiste, compositeur, professeur de basson au Conservatoire de Paris, a habité à Levallois-Perret au 30, boulevard Bineau, où il mort en 1926.
- Max Camis, né le 15 avril 1890 à Levallois-Perret, illustrateur et peintre.
- Jean-Patrick Capdevielle, chanteur.
- Jean-Adolphe Cérémonie (1830-1881), sculpteur français.
- Clotilde Courau, actrice, princesse de Venise, de Savoie et de Piedmont, prétendante au titre de reine d'Italie.
- Jules David (1848-1923), photographe.
- Angèle Blanche Denvil (1877-1932),  peintre.
- Alice Denvil-Lupin (1881-1960), peintre.
- Marguerite Frehel, chanteuse et actrice.
- Lys Gauty, chanteuse née à Levallois-Perret le 14 février 1900.
- Matthieu Gonet, musicien et chef d'orchestre.
- Guy Kerner (1922-1984), comédien, né à Levallois-Perret.
- Michel Le Royer, comédien.
- Raymond Marcillac, journaliste et présentateur de télévision.
- Rudolf Noureev, danseur russe, mort dans la commune
- Florent Pagny, chanteur et compositeur.
- Stéphane Gizard, photographe.
- Piéral, acteur.
- Armand-Albert Rateau (1882-1938), meublier et décorateur ensemblier, fondateur d'ateliers d'art et d'arts décoratifs (1920) à Levallois-Perret.
- Maurice Ravel, compositeur, enterré à Levallois où il a vécu de 1905 à 1908
- Jozsef Rippl-Ronai (1861-1927), peintre hongrois.
- Solange Rosenmark (1887-1963), femme de lettres
- Georges Seurat, peintre et dessinateur, auteur du tableau Un dimanche après-midi à l'Île de la Grande Jatte en 1886.
- Pierre Tchernia, journaliste, cinéaste.
- Charles Trenet, chanteur et compositeur.
- Léon Zitrone, journaliste.
- Joseph Germain-Lacour (1860 - 1912), poète.

## Sportifs
- Brahim Asloum, boxeur.
- Samir Azzimani, skieur franco-marocain est né à Levallois-Perret.
- Gaston Barreau, footballeur puis entraîneur, y est né.
- Xavier Delarue, basketteur et personnalité de Réal-TV.
- Didier Drogba, footballeur, champion d'Angleterre avec Chelsea en 2005 puis en 2006, vice-champion d'Afrique. Il révèle son talent d'attaquant hors pair au Levallois Sporting Club de football où il évolua entre 1993 et 1997.
- Sofiane Feghouli, footballeur franco-algérien est né à Levallois-Perret.
- Jean-Philippe Gatien, vice-champion olympique de tennis de table en 1992, champion du monde en 1993.
- Kamui Kobayashi, pilote automobile japonais.
- Marcel Cerdan, boxeur, champion du monde des poids moyens entre 1948 et 1949.
- Robin Leproux, ex-président du Paris Saint-Germain.
- Souleymane Mbaye, boxeur, ceinture WBA des super-légers.
- Joakim Noah, joueur de basket, il est le premier français à remporter en 2006 le championnat universitaire NCAA. Il a débuté le basket au Levallois Sporting Club Basket en 1993.
- René Pottier, cycliste, vainqueur du Tour de France en 1906. Il est considéré comme le premier grimpeur du Tour de France cycliste.
- Marco Ramos, footballeur évoluant actuellement[Quand ?] au Racing Club de Lens.
- Marie-Claire Restoux, championne olympique de judo aux Jeux d'Atlanta (1996), maire-adjoint de Levallois-Perret  (2001-02), conseillère au sport du Président de la République.
- Teddy Riner, quadruple champion du monde de judo.
- Éric Srecki, champion olympique d'escrime aux Jeux de Barcelone en 1992. Un gymnase porte son nom.
- Louis Trousselier, cycliste, vainqueur du Tour de France en 1905.
- Charlotte Consorti (née en 1978), surfeuse, recordwoman de vitesse à voile sur eau.

## Personnalités du monde des affaires et inventeurs

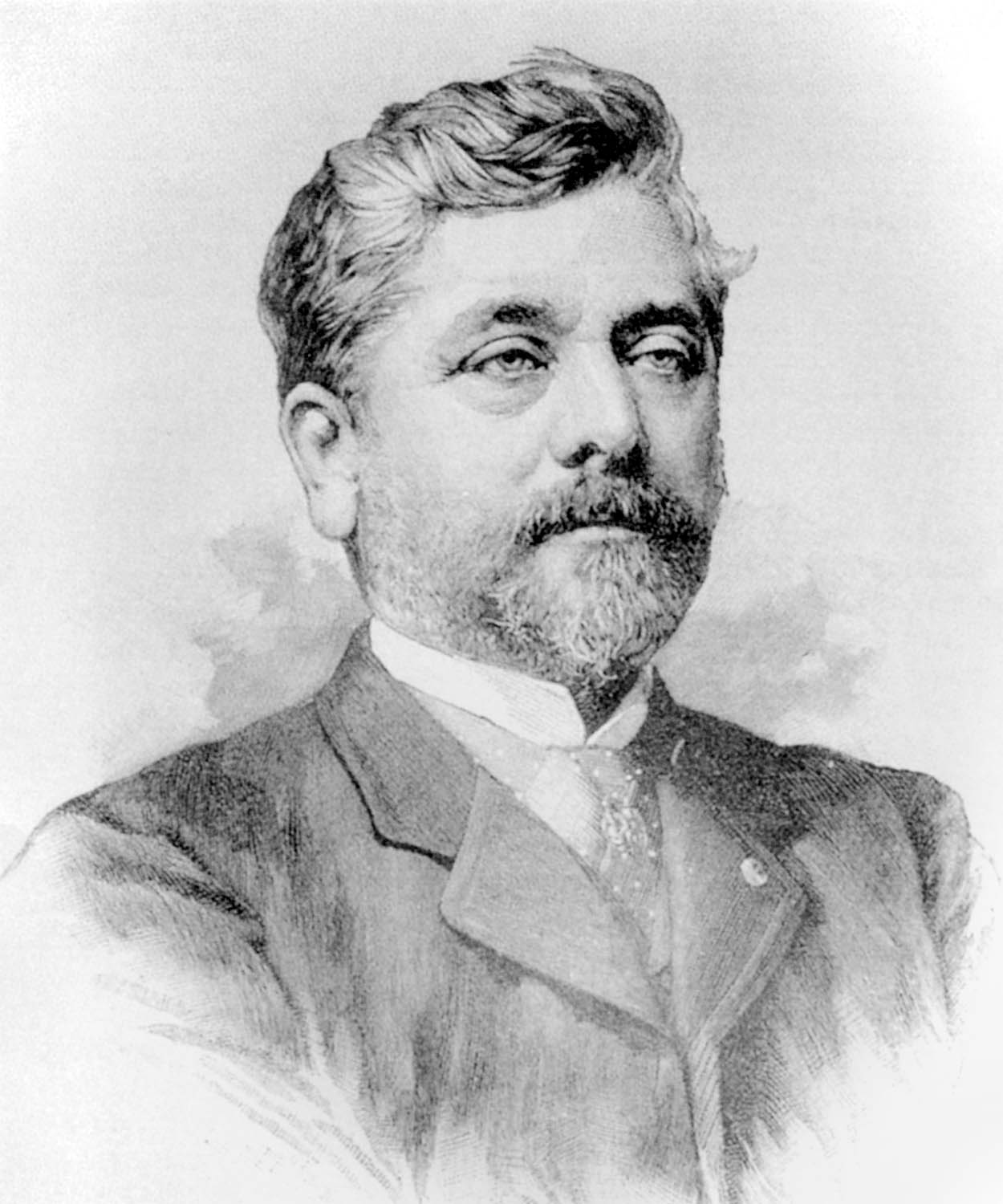
Gustave Eiffel, ancien conseiller municipal de Levallois-Perret.

- Clément Ader, père de l'aviation. Il fonda la Société des Automobiles Ader à Levallois.
- Louis Blériot, aviateur et industriel, qui réalisa le premier la traversée de la Manche (1909) à bord du Blériot XI construit à Levallois.
- Ettore Bugatti, industriel italo-français. Dans un atelier situé rue Chaptal, il conçut des moteurs d'avion.
- André Citroën, industriel.
- Henri Chapron, carrossier.
- Adolphe Clément, industriel et co-inventeur de la marque Clément-Talbot (en).
- René Couzinet, industriel et concepteur de l'Arc en Ciel (Couzinet 70).
- Armand Dufaux, pionnier de l'aviation et inventeur franco-suisse.
- Gustave Eiffel, ingénieur.
- Gustave Fouillaron, constructeur d'automobiles, inventeur du variateur de vitesse.
- Roland Garros, aviateur qui réalisa le premier la traversée de la Méditerranée en 1913. À sa sortie d'HEC en 1908, il obtint son premier emploi au service commercial des automobiles Grégoire à Levallois.
- Armand de Gramont, fondateur de la société OPL (Optique et Précision de Levallois) et cofondateur de l'Institut d'optique théorique et appliquée.
- Pascal Lamy, directeur de l'Organisation mondiale du commerce.
- Jean Mermoz, aviateur qui réalisa le premier la traversée de l'Atlantique-Sud en 1933 à bord de l'"Arc en Ciel" (Couzinet 70) construit sur l'Île de la Jatte
- Les frères Isaac et Émile Pereire, hommes d'affaires, fondateurs du Crédit Mobilier, concepteurs de la première ligne ferroviaire française destinée aux voyageurs (1837). Cette ligne reliant Paris à Saint Germain en Laye traversait les communes de Clichy et de Levallois où ils possédaient des propriétés.
- Armand Peugeot, industriel. Il établit la direction générale de sa société en 1901 à la rue Danton.
- Pierre Joseph Pelletier, chimiste, bienfaiteur de l'humanité. Il a découvert la quinine (utilisé dans le traitement du paludisme), au château de la Planchette.
- Robert Sénéchal, industriel, pilote de course automobile et aviateur, y avait ses ateliers (entreprise Éclair spécialisée dans la fabrication de cycle-cars).
- Les frères Eugène et Michel Werner, industriels français d'origine russe, inventeurs de la motocyclette (moto).
- Antoine Wolber (1863-1927), fondateur de la manufacture de pneumatiques Wolber au 76, rue des Arts.

## Autres personnalités
- Marie-Jeanne Bassot, militante sociale.
- Danièle Delorme, actrice.
- Mathilde Girault, militante sociale.
- Jean-François Gravier, géographe, auteur de Paris et le désert français
- Maryse Hilsz, aviatrice.
- Joyce Jonathan, chanteuse et actrice.
- François Joux, acteur.
- Pierre Montaz, pionnier du transport par câble, fondateur de l'entreprise Montaz-Mautino
- Germaine Soleil dite Madame Soleil, astrologue.